# Paolo Longo Borghini

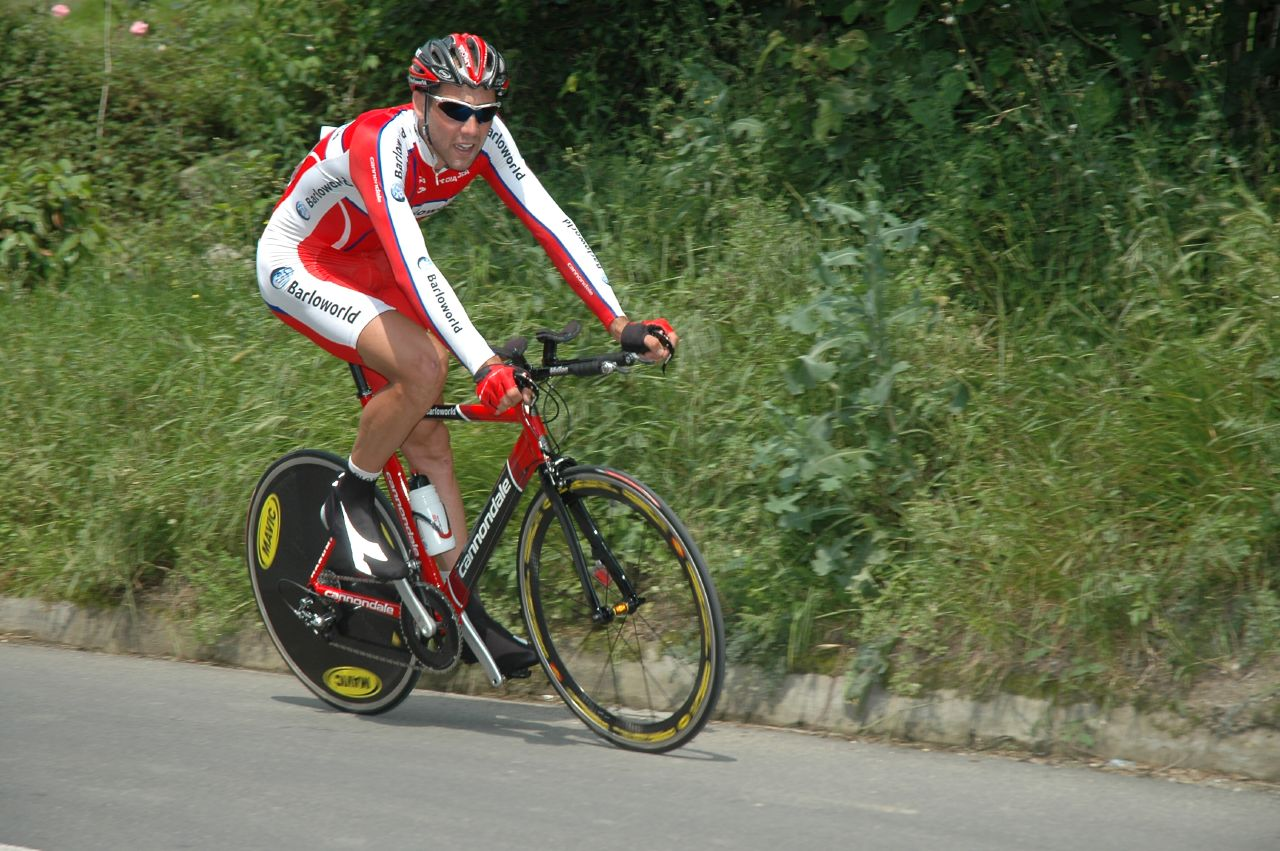
Paolo Longo Borghini beim Zeitfahrwettbewerb während der Euskal Bizikleta 2007

Paolo Longo Borghini (* 10. Dezember 1980 in Asiago) ist ein ehemaliger italienischer Radrennfahrer.

## Sportliche Laufbahn
Borghini begann seine Karriere 2004 bei dem Radsportteam Vini Caldirola-Nobili Rubinetterie. Ein Jahr später wechselte er zu dem britischen Professional Continental Team Barloworld-Valsir. Ab 2006 fuhr er für die italienische Mannschaft Ceramica Flaminia. Er konnte in seiner ersten Saison dort das Eintagesrennen Gran Premio Nobili Rubinetterie für sich entscheiden.
Ende der Saison 2014 beendete er seine Karriere.
Paolo Longo Borghini ist ein Sohn der ehemaligen italienische Skilangläuferin Guidina Dal Sasso (* 1958) sowie der ältere Bruder der Radrennfahrerin Elisa Longo Borghini (* 1991).

## Palmarès
2006
- Gran Premio Nobili Rubinetterie

2010
- Mannschaftszeitfahren Brixia Tour

## Teams
- 2004 Vini Caldirola-Nobili Rubinetterie
- 2005 Barloworld
- 2006 Ceramica Flaminia
- 2007 Barloworld
- 2008 Barloworld
- 2009 Barloworld
- 2010 ISD-Neri
- 2011 Liquigas-Cannondale
- 2012 Liquigas-Cannondale
- 2013 Cannondale Pro Cycling
- 2014 Cannondale